# Pat Hollenbeck
Patrick „Pat“ Hollenbeck (* 1955) ist ein US-amerikanischer Jazz-Schlagzeuger, Arrangeur und Komponist.

## Leben
Hollenbeck war Schüler von Vic Firth. Er studierte an der Eastman School of Music und dann am New England Conservatory. Mit einem Leonard-Bernstein-Stipendium bildete er sich in Tanglewood weiter, wo er den Spaulding Prize erhielt und die Young Artist Concerto Competition gewann.
Hollenbeck war 30 Jahre Perkussionist und Orchestrator beim Boston Pops Orchestra, für das er u. a. des grammynominierte Celtic Album orchestrierte. Auch für Clint Eastwoods Film Mystic River und für Indiana Jones and the Last Crusade schrieb er Orchestrationen, ebenso für Musiker wie Patti Labelle, Gil Shaham, James Taylor, Cyndi Lauper und die Chieftains.
Als ausführender Musiker arbeitete er auch mit dem Boston Symphony Orchestra zusammen und wirkte an Aufführungen und Aufnahmen unter Leonard Bernstein, Charles Dutoit, Bernard Haitink, Keith Lockhart, Seiji Ozawa und John Williams mit. Außerdem war er Mitglied von George Russells International Living Time Orchestra, für das er auch orchestrierte.
Hollenbeck war Gewinner der Young Artist Concerto Competition des New England Conservatory und wurde beim Notre Dame Jazz Festival als herausragender Komponist und Arrangeur ausgezeichnet. Er leitete als Hochschullehrer den Jazzstudiengang des New England Conservatory of Music und unterrichtete zudem Schlagzeug am Boston Conservatory. Nach einem Schlaganfall 2009 konnte er seine Aktivitäten als Arrangeur und Schlagwerker wieder aufnehmen; zudem ist er derzeit Präsident der Boston Musicians’ Association.
Der Schlagzeuger John Hollenbeck ist sein jüngerer Bruder.